# Низинні ліси сходу Великих озер
Низинні ліси сходу Великих озер (ідентифікатор WWF: NA0407) — неарктичний екорегіон помірних широколистяних та мішаних лісів, розташований в регіоні Великих озер на території США та Канади.

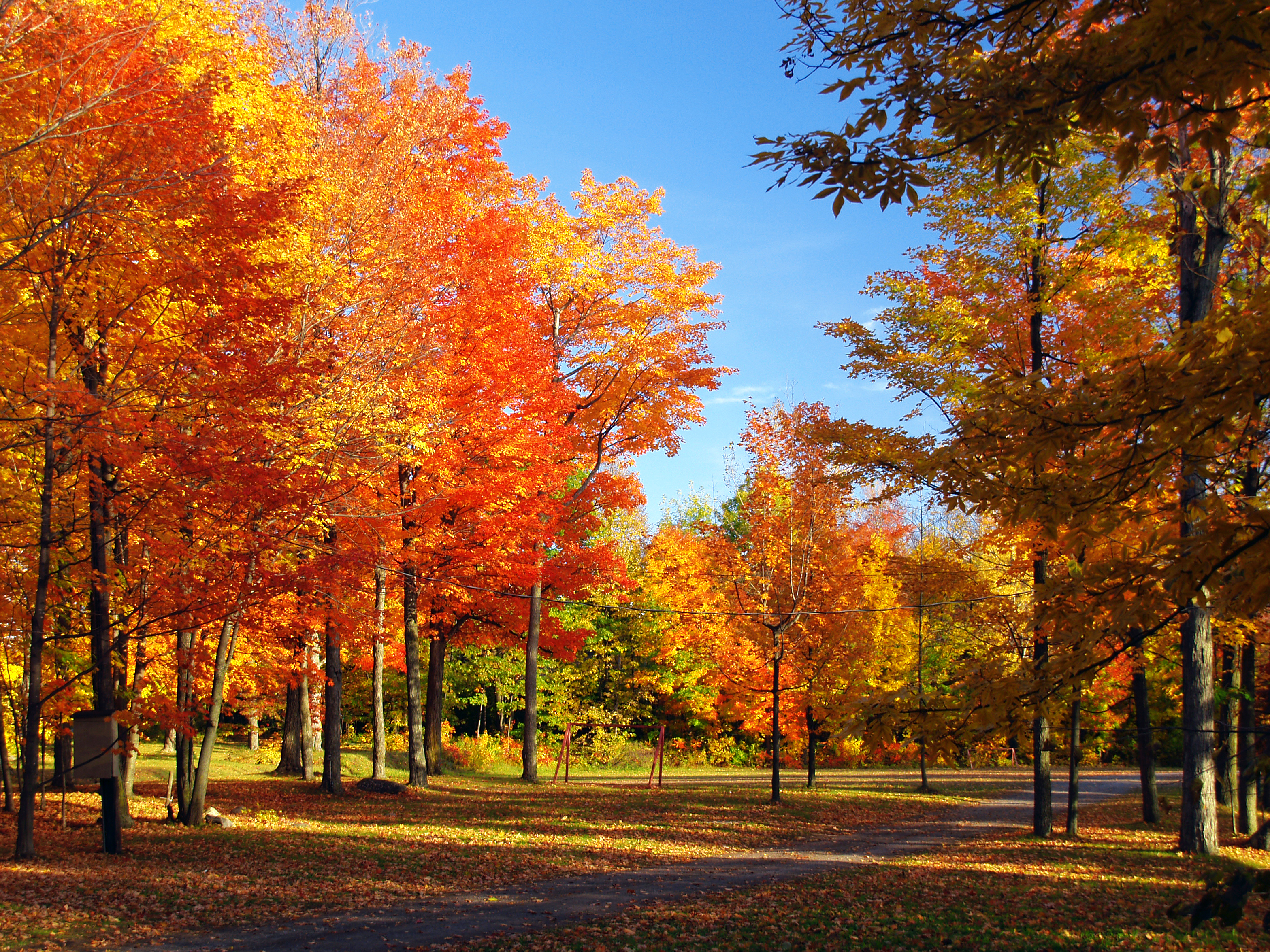
Кленовий ліс на горі Мон-Сен-Грегуар (Квебек, Канада)

## Географія
Екорегіон низинних лісів сходу Великих озер охоплює Лаврентійську низовину, яка простягається від озера Онтаріо на схід до естуарія Святого Лаврентія через південні райони Онтаріо та Квебека та північні райони Нью-Йорка. По цій низовині протікає річка Святого Лаврентія, яка сполучає Великі озера з Атлантичним океаном. На заході екорегіон охоплює північну частину півострова Онтаріо, розташованого між озером Гуроном на заході, озером Ері на півдні та озером Онтаріо на сході, а також кілька островів, розташованих на півночі озера Гурон, зокрема Манітулін та Сент-Джозеф, перший та другий за розмірами озерні острови світу. Разом з півостровом Брюс ці острови відділяють Північну протоку та затоку Джорджен-Бей від решти Гурона. Крім того, на півдні екорегіон охоплює кільце низовин на півночі штату Нью-Йорк та на заході Вермонту в США, що оточують гірський масив Адірондак та височину Таг-Гілл. Східна частина цього кільця включає долину Шамплейн, на дні якої розташоване озеро Шамплейн, а південна — долину Могок, по якій протікає річка Могок, та долину Онейда, на дні якої лежить озеро Онейда.
З геологічної точки зору основу Лаврентійської низовини складають палеозойські вапняки та інші багаті на карбонати осадові породи. Південна частина регіону розділена Ніагарським уступом, який тягнеться від острова Манітулін на південний схід. Область на захід від уступу представлена горбистими рівнинами, що спускаються на південний захід, а область на схід від нього підіймається від озера Онтаріо на північ до затоки Джорджен-Бей. Отже, за винятком скель Ніагарського уступу, рельєф більшої частини екорегіону представлений низовинами. Під час останнього льодовикового періода територію екорегіону вкривав Лаврентійський льодовиковий щит, який залишив по собі численні озера, такі як Сімко, погано дреновпні западини, моренні пагорби, ескери, зандри та інші льодовикові форми рельєфу.
На півночі та в горах Адірондак екорегіон переходить у східноканадські перехідні ліси, на південному сході — у ліси Нової Англії та Акадії, а на півдні — у ліси Аллеганської височини та у ліси півдня Великих озер.

## Клімат
В межах екорегіону переважає вологий континентальний клімат (Dfb за класифікацією кліматів Кеппена), який характеризується теплим літом та холодною сніжною зимою. У канадській частині екорегіону середньорічна температура коливається від 4,5 °C до 6 °C, середня літня температура становить близько 16 °C, а середня зимова температура коливається від -4,5 °C до -7 °C. Середньорічна кількість опадів тут коливається від 700 до 1000 мм на сході. Частина екорегіону, що лежить на підвітряному боці Великих озер, характеризується одним з найсильніших снігопадів у Північній Америці. Вони виникають через так званий "ефект озера", коли холодні повітряні маси рухаються над більш теплою озерною водою та насичуються водяною парою, яка потім випадає у вигляді снігу.

## Флора
Основними рослинними угрупованнями екорегіону є мішані ліси, які є перехідними між бореальними лісами, поширеними північніше, та помірними широколистяними лісами, поширеними південніше. Серед хвойних дерев, що зустрічаються в цих лісах, слід відзначити канадську тсуґу (Tsuga canadensis), сосну Веймута (Pinus strobus) та червону сосну (Pinus resinosa), а серед листяних дерев — жовту березу (Betula alleghaniensis), цукровий клен (Acer saccharum), червоний клен (Acer rubrum), червоний дуб (Quercus rubra) та великолистий бук (Fagus grandifolia). У сприятливих місцевостях з родючими ґрунтами ростуть північні широколистяні ліси, а у менш сприятливих районах, де ґрунти менш родючі, зокрема на північному сході екорегіону, — хвойні ліси.
Великолисті буки (Fagus grandifolia) віддають перевагу більш теплим районам. У сухих місцевостях переважають червоні дуби (Quercus rubra), червоні сосни (Pinus resinosa), сосни Веймута (Pinus strobus) та західні туї (Thuja occidentalis), а у вологих районах — червоні клени (Acer rubrum), американські в'язи (Ulmus americana), трикутнолисті тополі (Populus deltoides) та чорні ясени (Fraxinus nigra). У вологих западинах та на берегах струмків ростуть західні туї (Thuja occidentalis). Сосни Веймута (Pinus strobus), паперові берези (Betula papyrifera) та американські осики (Populus tremuloides) складають основу ранньосукцесійних насаджень, які утворюються після пожеж або на покинутих полях. Пожежі, спричинені блискавками, є досить поширеними в екорегіоні, особливо в районах з піщаними ґрунтами та там, де влітку під деревами є шар сухої підстилки.
Серед інших рослинних угруповань, що зустрічаються в екорегіоні, слід відзначити мозаїку піщаних дюн, низинних боліт, торфов'яників та хвойних і листяних заболочених лісів. Тут також зустрічаються рідкісні альварні угруповання, також відомі як вапнякові пустища, поширення яких у Північній Америці обмежується цим екорегіоном. Вони представлені мозаїкою оголених вапнякових або доломітових скель, порізаних глибокими тріщинами, відкритих луків, чагарникових саван та рідколісь. На альварних пустищах зустрічається ряд прерійних видів, які досягають тут східного краю свого ареалу. Альварні пустища екорегіону є найбільшими у світі, водночас вони перебувають під загрозою зникнення. Подібні угруповання зустрічаються також на островах Балтійського моря в Швеції та Естонії та у деяких районах Великої Британії. Також слід відзначити стародавні західні туї (Thuja occidentalis), які ростуть на оголених вапнякових скелях Ніагарського уступу. Деякі дерева мають вік понад 1000 років і є найстарішими у східній частині Північної Америки. У заплавах річки Святого Лаврентія зустрічається багато ендемічних видів рослин, а для деяких видів Лаврентійська низовина є найбільш північно-східною частиною ареалу.

## Фауна
В межах екорегіону зустрічається 56 видів ссавців, зокрема східні лосі (Alces alces americana), білохвості олені (Odocoileus virginianus), койоти (Canis latrans), звичайні лисиці (Vulpes vulpes), руді рисі (Lynx rufus), американські зайці (Lepus americanus), червоні вивірки (Tamiasciurus hudsonicus), сірі вивірки (Sciurus carolinensis) та східні бурундуки (Tamias striatus). На берегах річок та озер поширені канадські бобри (Castor canadensis), канадські видри (Lontra canadensis), річкові візони (Neogale vison) та болотяні ондатри (Ondatra zibethicus). Великі ссавці, такі як східні вовки (Canis lupus lycaon), канадські рисі (Lynx canadensis), північноамериканські пуми (Puma concolor couguar), барибали (Ursus americanus), звичайні росомахи (Gulo gulo), лісові карибу (Rangifer tarandus caribou) та східні вапіті (Cervus canadensis canadensis), були винищені в екорегіоні.
Орнітофауна екорегіону нараховує близько 220 видів птахів. Серед поширених в екорегіоні птахів слід відзначити канадську дикушу (Canachites canadensis), американського орябка (Bonasa umbellus), американського крижня (Anas rubripes), каролінку (Aix sponsa), північну зенаїду (Zenaida macroura), північну жовну (Dryocopus pileatus), північну сплюшку (Megascops asio), рубіновогорлого колібрі (Archilochus colubris), блакитну сизойку (Cyanocitta cristata), лісового піві (Contopus virens), балтиморського трупіала (Icterus galbula), канадського пісняра-лісовика (Setophaga magnolia), лісового дрозда (Hylocichla mustelina) та червоного кардинала (Cardinalis cardinalis). На берегах Великих озер зустрічаються річкові крячки (Sterna hirundo), чорні крячки (Chlidonias niger), каспійські крячки (Hydroprogne caspia), американські бугайчики (Ixobrychus exilis), американські бугаї (Botaurus lentiginosus), зелені чаплі (Butorides virescens) та багато інших водоплавних та коловодних птахів.

## Збереження
Понад 95 % лісів екорегіону були знищені внаслідок вирубки та перетворення на сільськогосподарські угіддя та поселення. У деяких частинах регіону спостерігається відновлення лісів на місці покинутих полів, однак ці землі залишаються незахищеними. Водночас в інших районах продовжується розвиток сільського господарства та забудова. Розширення передмість є основною загрозою для збереження залишків лісів екорегіону, тоді як для збереження водно-болотних угідь значну загрозу становить забруднення. Річка Святого Лаврентія є однією з найбільш забруднених річок у Північній Америці.
Лаврентійська низовина є одним з найбільш густонаселених регіонів Канади. Тут розташована столиця країни Оттава, в якій проживає понад 900 тисяч людей, місто Монреаль, друге за населенням місто Канади, в якому проживає 1,7 мільйони людей, та місто Квебек, населення якого перевищує пів мільйона. Крім того, на територю екорегіону поширюються передмістя Торонто, Сірак'юса та Олбані, незважаючи на те, що самі міські центри розташовані в сусідніх екорегіонах. Сільськогосподарські угіддя представлені полями кукурудзи, зернових, сої та яблуневими садами.
Близько 2,2 % площі екорегіону є заповідними територіями. Природоохоронні території включають: Національний парк півострова Брюс, Національний парк Тисячі островів, Національний парк островів затоки Джорджен, Провінційний парк Авенда, Провінційний парк Восаґа-Біч, Провінційний парк Мерфіс-Пойнт, Провінційний парк Макгрегор-Пойнт, Провінційний парк Прескіль та Провінційний парк озера Чарлстон в Онтаріо, Національний парк Мон-Сен-Брюно, Національний парк Іль-де-Бушервіль, Природний заповідник Мон-Сен-Ілер, Національний природний заповідник озера Сан-Франсуа, Національний природний заповідник Кап-Турман та Національний парк Ока в Квебеку, а також Державний парк Саутвік-Біч в Нью-Йорку та Національний пародний заповідник Міссіской у Вермонті.